# Grgur IX.
Grgur IX. (pravo ime Ugolino di Segni) (Anagni, kraj Frosinonea, o. 1170. - Rim, 22. kolovoza 1241.) je bio papa od 19. ožujka 1227. do 22. kolovoza 1241.
Još kao kardinal podupirao je nove prosjačke redove - franjevce i dominikance, te laičke vjerske pokrete. Pontifikat mu je obilježio sukob s carem Fridrikom II., kojega je dvaput ekskomunicirao.
Promicao je misije, izdao zbirku dekretala 1234. godine i organizirao je inkviziciju.
Neuspjeh rata protiv Albižana potaknuo je Grgura IX. da se vrati pravnom postupku vezano za suzbijanje krivovjerja. Od 1231. postavio je inkvizitore s dalekodosežnim pravima za pojedine crkvene provincije, koji nisu imali samo inkvizitorsku funkciju već i pravnu. Po papinskom nalogu postavljeni inkvizitori, bili su i tužitelji i sudci u jednoj sobi. Na osnovu papinske jurisdikcijske svenadležnosti, papa Grgur IX. predao je inkvizitorima i snagu presuđivanja. Očigledni pravni prekršaji, prekoračenja kompetencije i najokrutnija inkvizitorska praksa u potrazi kao i osuđivanju krivovjernika prouzrokovala je pobunu u širokim krugovima koji su doveli do krize novonastale papinske inkvizicije između 1238. i 1241.
Kako je bio izrazito vješt i obrazovan u pravu, pripremio je dekret Nova Compilatio decretalium (1234.), u kojemu je skupio i sistematizirao mnoštvo proglasa papa koja su se skupila još od ranog srednjeg vijeka, a nije bilo uređeno još od Gratiana iz 1140. godine. Time je osigurao temelje za papinsko pravo.
Svojom bulom Parens scientiarum iz 1231. godine riješio je razmirice između sveučilišnih znanstvenika iz Pariza i lokalnih vlasti. Njegovo rješenje bilo je u duhu Inocenta III.: izdao je pravilnik kojega smatramo magna cartom visokih škola. Grgur IX. je transformirao kapelu Djevice Marije u crkvu Svete Marije u Rimu.
Grgur IX. je poticao Sjevrnjačke križarske pohode i Teutonski viteški red u njihovom pokušaju da poraze pravoslavnu Rusiju (posebno republike Pskov i Novgorod). Godine 1232., Grgur IX. je tražio od "Livonijanske braće mača" da pošalju vojsku u obranu Finske, čija su se polupoganska plamena borila protiv Republike Novgorod u Finsko-Novgorodskim ratovima.